# Arkasa
Arkasa (in greco antico: Ἀρκάσα?) era una città costiera dell'antica Grecia ubicata sull'isola di Scarpanto a nove chilometri a sud-ovest della capitale dell'omonima isola.

## Storia
Nella penisola di Paleocastro (in greco "castello antico") che sporge ad ovest di  Arkasa, venne costruita una poderosa fortezza in epoca micenea intorno al  1400 a.C. Rimangono delle rovine dell'antica muraglia ciclopica e di una cisterna.
Durante il periodo noto come invasione dorica venne costruita in questo luogo la città di Arkesia (in greco antico: Ἀρκέσεια o Ἀρκέσσεια?).
All'estremità di questa penisola esiste la cappella bianca di Agia Sofía e più sopra i resti della basilica paleocristiana di Agia Anastasía con il suo suolo in mosaico.